# آب‌جوها (سرده)
آب‌جوها (نام علمی: Cinclodes) یک سرده از پرندگان گنجشک‌سان است که از خانواده پرندگان تنورمرغ (Furnariidae) است. حدود دوازده گونه در سراسر مناطق جنوبی و آند آمریکای جنوبی پراکنده شده‌اند. آنها پرندگان خشکی‌زی زیستگاه‌های باز هستند که معمولاً در نزدیکی آب‌ها مانند جویبارهای کوهستانی یا ساحل دریا یافت می‌شوند، جایی که برای بی‌مهرگان کوچک جستجو می‌کنند. آنها پرندگانی تنومند با پاها و پنجه قوی و نوک تیز و کمی خمیده هستند. پرها نامشخص و عمدتاً قهوه‌ای است، اغلب با نوار بال کم‌رنگ، نوار روی چشم و گوشه‌های آن تا دم. آنها آوازهای بلند و تندی دارند و اغلب هنگام آواز خواندن بال‌های خود را بالا می‌برند.